# Marchantia umbonata
Marchantia umbonata là một loài Rêu trong họ Marchantiaceae. Loài này được Wallr. mô tả khoa học đầu tiên năm 1840.